# ソフィー賞
ソフィー賞（ソフィーしょう）とは国際的な環境や開発援助に対する賞。1997年にノルウェーの作家であるヨースタイン・ゴルデルと彼の妻シリ・ダンネヴィクによって設立されたが、財源の枯渇により2013年をもって終了した。
ゴルデルの小説である「ソフィーの世界」にちなんで名付けられている。

## 受賞者
- 2013年: Bill McKibben
- 2012年: エヴァ・ジョリ
- 2011年: Tristram Stuart
- 2010年: James Hansen
- 2009年: マリナ・シルバ
- 2008年: グレチェン・デイリー（Gretchen Daily）
- 2007年: ヨーラン・ペーション
- 2006年: ロミナ・ピコロッティ（Romina Picolotti）
- 2005年: シェリア・ワット=クロウティアSheila Watt-Cloutier
- 2004年: ワンガリ・マータイ
- 2003年: ジョン・ピルガー（John Pilger）
- 2002年: ヴァルソロメオス1世 (コンスタンディヌーポリ総主教)
- 2001年: ATTAC
- 2000年: シェリ・リアオ（Sheri Liao）
- 1999年: ハーマン・ダリ（Herman Daly）とトマス・コチェリー（Thomas Kocherry）
- 1998年: 環境権利活動（Environmental Rights Action）（ナイジェリア）